# Alizarin
Alizarin (fra. alizarine od arap. al-'aṣāra: sok, od glagola aṣāra: tiještiti, istiskati) ili dihidroksiantrakinon je jedna od najstarijih i najviše upotrebljavanih prirodnih boja, koja se od davnina dobivala iz korijena broća - bojadisarski broć (lat. Rubia tinctorum). Danas se dobiva samo sintetički, oksidacijom antracena u antrakinon, a zatim sulfoniranjem i taljenjem s lužinom i kalijevim kloratom do alizarina. Alizarin je kristalna tvar crvene boje, dok se na tržištu obično nalazi u obliku žute paste (suspenzije s vodom). Dobro se otapa u alkalijama snažno (intenzivno) modrom bojom. S hidroksidima metala daje lijepo obojene kemijske spojeve, a na tome se temelji njegova mnogostrana uporaba pri bojenju.
Alizarin (C.I. 75330) je bilo vrlo važno bojilo, pa se broć uzgajao na velikim površinama u Europi od 9. do potkraj šezdesetih godina 20. stoljeća kad su G. Graebe i K. Liebermann utvrdili kemijsku strukturu alizarina i tako omogućili njegovu sintezu i industrijsku proizvodnju, kojoj nije mogla konkurirati proizvodnja alizarina iz broća. Alizarin se upotrebljava za bojenje pamuka, vune i svile (uz močenje u aluminijskim solima u crveno, u kromnim solima u crvenosmeđe, a u željeznim solima u ljubičasto). Pamuk močen sulfatiranim uljem ricinusa upotrebom alizarina oboji se jarkocrveno. Složene soli alizarina s metalima služe kao pigmenti za izradu slikarskih boja i tinte, a ekstrakti kao bojila za histološke preparate.

## Organski obojeni pigmenti
Za razliku od anorganskih pigmenata, koji su poznati od davnine, organski su se pigmenti u posljednjih stotinjak godina veoma razvili, zahvaljujući velikim dostignućima kemije sintetskih materijala, te razvoju grafičke industrije i sve većoj upotrebi raznobojnog tiska. Organski su pigmenti, kao i bojila, obojene čvrste tvari, koje se prema svom sastavu ubrajaju u organske spojeve. Međutim, od bojila se bitno razlikuju po tome što su praktički netopljivi u mediju u kojemu se primjenjuju, pa se upotrebljavaju u obliku sitne suspenzije. 
U usporedbi s anorganskim pigmentima, u organskim je pigmentima šira paleta boja i veći izbor prijelaznih nijansi, veća jakost i svjetloća boje, čišći ton, izdašniji su i veće gustoće. Organski pigmenti nisu toliko postojani na povišenim temperaturama, zbog topljivosti, iako slabe, neotporni su prema organskim otapalima, a osim toga, mnogo su skuplji od anorganskih pigmenata. Njihova je pokrivna moć slabija od moći pokrivanja anorganskih pigmenata, ali su stoga prozirni (transparentni), što je njihova posebna odlika, osobito cijenjena u tiskarstvu. To se ogleda i u pregledu njihove potrošnje: 45% organskih pigmenata troši se za pripravu tiskarskih boja, 36% za pigmentiranje sredstava za ličenje, 15% za bojenje sintetskih materijala, a ostatak od 4% u različite druge svrhe. 
Za razlikovanje velikog mnoštva sintetskih organskih pigmenata od velike je pomoći njihova podjela prema oznakama navedenim u međunarodno priznatom indeksu (eng. Colour Index). Oznaka se za svaki pojedini pigment sastoji od slova i brojaka, a opisuje vrstu tvari, boju, redni broj i pripadnost nekoj od grupa kemijskih spojeva. Tako na primjer, oznaka C.I. PR 177, 65 300 označuje da je to prema Colour Index (C.I.) pigment (P) crvene (R) boje, rednog broja 177, koji pripada grupi antrakinonskih (od 58 000 do 72 999) pigmenata. 
Organski su pigmenti sintetski spojevi koji se prema svojoj kemijskoj strukturi mogu višestruko razvrstati. Obično se razlikuju dvije glavne grupe organskih pigmenata: azo pigmenti i ostali organski pigmenti. Iako je zajedničko strukturno svojstvo druge grupe što su to policiklički spojevi s kondenziranim prstenima, ta grupa organskih pigmenata obuhvaća vrlo različite organske spojeve, od kojih su najvažniji ftalocijanini, dioksazini i karbonilni policiklički spojevi.

## Slike
| | | |                                       |
| Bojanje crvenim alizarinom u embrionalnim kostima štakora za ispitivanje okoštavanja ili osteogeneze. | Crvenim alizarinom obojena riba lat. Nematistius pektoralis i osvijetljena fluorescentnom svjetlošću. | J. Vermeer: "Krist u kući Marte i Marije" (1654. – 1656.). Marijina crvena bluza oslikana je alizarinom. | Prirodno obojeni konopi s alizarinom. |

## Poveznice
- Alizarin crveni S